# Nymphargus balionotus
Nymphargus balionotus es una especie de anfibio anuro de la familia Centrolenidae. Se distribuye por las zonas montanas de la vertiente pacífica de Colombia y Ecuador, aunque es posible que los ejemplares colombianos representen una especie diferente. Es una rana arbórea que habita junto a arroyos en zonas de bosque primario.
Se encuentra amenazada de extinción por la pérdida de su hábitat natural debido a la deforestación causada por la minería, la agricultura, la tala, y los nuevos asentamientos humanos.
Durante mucho tiempo su posición taxonómica no estaba clara pero ahora se incluye como parte del género Nymphargus.